# Écoivres
Écoivres é uma comuna francesa na região administrativa de Altos da França, no departamento de Pas-de-Calais. Estende-se por uma área de 2,22 km². Em 2010 a comuna tinha 134 habitantes (densidade: 60,4 hab./km²).